# Proales globulifera
Proales globulifera är en hjuldjursart som först beskrevs av Hauer 1921.  Proales globulifera ingår i släktet Proales och familjen Proalidae. Inga underarter finns listade i Catalogue of Life.